# Direction de la sécurité aéronautique d'État
 (juillet 2017).

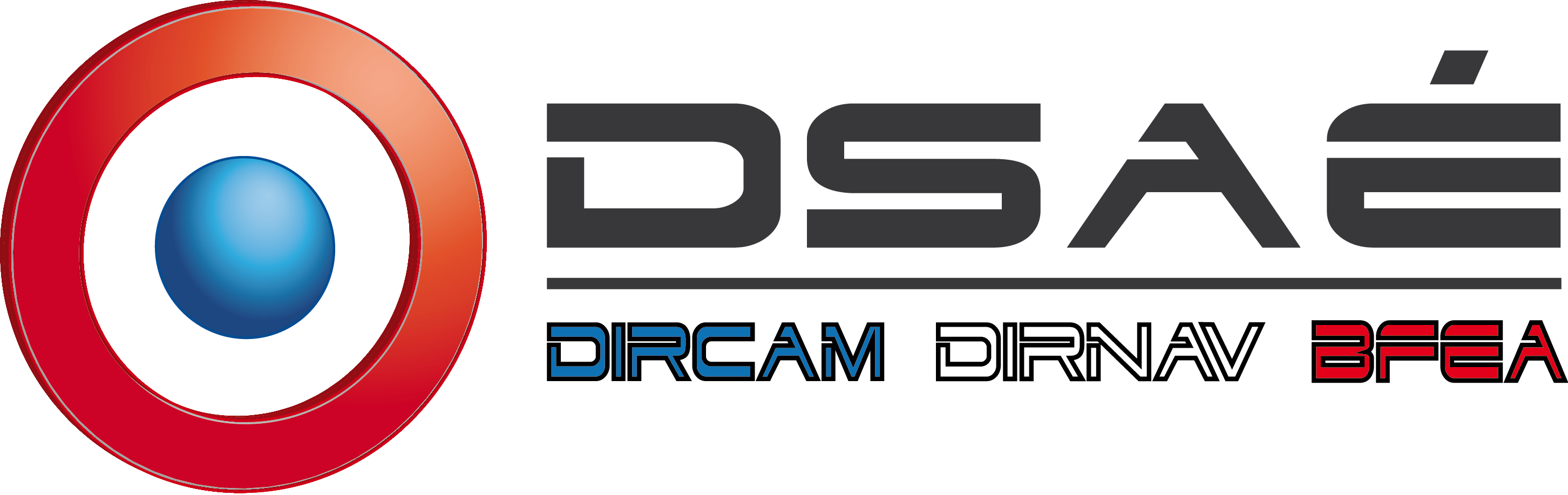
logo de la DSAÉ

La Direction de la sécurité aéronautique d'État (DSAÉ) est un organisme étatique français créé en 2013, service à compétence nationale placé auprès du ministre des Armées, qui exerce ses missions au profit de huit autorités d'emploi étatiques (armée de l’air et de l’espace, armée de terre, marine nationale, direction générale de l’armement), gendarmerie nationale, sécurité civile, douanes, Police nationale (France) (cette dernière depuis le 3 juillet 2024).

## Historique
La création de la DSAÉ est le résultat de travaux sur la navigabilité des aéronefs d’État initiés au début des années 2000. Elle résulte également des évolutions des réglementations concernant l’aviation civile en Europe : création de l'Agence de l'Union européenne pour la sécurité aérienne (AESA) en 2002 et lancement de l'initiative Ciel unique européen en 2004. Comme pour l'aviation civile, elle vise à séparer les responsabilités de réglementation et de surveillance (régulateur) de celles des « opérateurs/exploitants » (pour la DSAÉ, le terme juridique est « autorités d’emplois »). De septembre 2010 à avril 2013, elle a fonctionné sous le statut de structure de préfiguration.
La décision officielle de créer la DSAÉ a été prise en Conseil des ministres le 3 avril 2013. Le décret est signé le 29 avril 2013. Avec la création de la DSAÉ, prend place à côté de l'autorité technique (le délégué général de l'armement - DGA) et des autorités d'emploi, une autorité de sécurité aéronautique : le directeur de la sécurité aéronautique d’État.

## Organisation
Dirigée par un officier général de l'armée de l'air et de l'espace, la DSAÉ est composée de personnels issus de l’armée de l’air et de l'espace, de l’armée de terre, de la marine nationale, de la gendarmerie nationale, de la direction générale de l’armement, de la sécurité civile et des douanes.
La gouvernance de la DSAÉ est assurée par un comité directeur (CODIR DSAÉ) qui se réunit au moins une fois par an. Il est présidé par l'inspecteur général des armées – air et espace (IGA-AE), représentant du ministre des armées. Ses membres permanents sont les autorités d'emploi, ou leurs représentants, et le directeur de la DSAÉ. L'autorité technique (le DGA) et le commandant de la défense aérienne et des opérations aériennes (CDAOA), ou leur représentant, assistent au CODIR DSAÉ. La DSAÉ en assure le secrétariat. Il peut être fait appel à des experts, en fonction des sujets à l'ordre du jour. Les propositions d'évolution de la réglementation sont prises à l'unanimité avec, si nécessaire, des modalités et des délais propres à chaque autorité d'emploi.
L'organisation de la DSAÉ est fixée par l'arrêté du 3 mai 2013 modifié par le décret no2024-666 du 3 juillet 2024.
Elle se compose d'un échelon central et d'unités délocalisées.
L'échelon central est situé sur la base aérienne de Villacoublay. Il comprend le cabinet du directeur, un état-major, une cellule interministérielle, une direction de la navigabilité (DIRNAV), une direction de la circulation aérienne militaire (DIRCAM), un bureau « Stratégie » (BSTRAT) qui traite des questions transverses, un bureau « Réglementation » (BREG), un bureau « Sécurité aérienne, Formation du personnel navigant et Exploitation des aéronefs d'État » (BSAFE) et un bureau « Ressources-Appui » (BRA).
Les échelons locaux sont les services spécialisés [ Centre défense de programmation et de gestion de l'espace aérien (Athis-Mons) et Division information aéronautique (Mérignac) ] ainsi que des services régionaux [ (11 unités de contrôle de la navigabilité (UCN) et deux sous-directions régionales Nord (Tours) et Sud (Salon-de-Provence) de la circulation aérienne militaire ].
Les effectifs de la DSAÉ sont d'environ 228 personnes dont près d'une centaine dans l'échelon central.

## Missions
La DSAÉ est chargée de concevoir, dans son domaine de responsabilités, une réglementation propre aux activités de l'aviation d'État et de garantir le respect de cette réglementation par des actions de surveillance et de certification dans deux domaines :
- la navigabilité des aéronefs : c’est la mission de la direction de la navigabilité (DSAÉ/DIRNAV) ;
- la gestion du trafic aérien, des espaces aériens et des aérodromes militaires : c'est la mission de la direction de la circulation aérienne militaire (DSAÉ/DIRCAM).

Elle est également chargée :
- de représenter l'État auprès des instances nationales et internationales qui traitent de ces sujets ;
- d'assurer la veille réglementaire et le conseil dans le domaine de la formation des personnels navigants et des règles d'exploitation des aéronefs : c'est la mission du bureau formation et exploitation des aéronefs (DSAÉ/BFEA) ;
- de préparer le programme de sécurité aéronautique d'État, d'en coordonner et contrôler la mise en œuvre : c'est la mission du bureau études et amélioration de la sécurité (DSAÉ/BEAS) ;
- de produire et diffuser l'information aéronautique militaire : c'est la mission de la Division information aéronautique ;
- d'assurer la programmation quotidienne de l'emploi des espaces aériens en collaboration avec la direction générale de l'Aviation civile (DGAC) : c'est la mission du Centre défense de programmation et de gestion des espaces aériens (CDPGE).

## Domaines d'intervention

### La navigabilité étatique
La navigabilité étatique est la navigabilité appliquée aux aéronefs d’État. Elle est définie comme étant « la condition d’un produit - un aéronef, un moteur ou une hélice - qui lui permet d'être mis en œuvre en respectant les objectifs de sécurité définis vis-à-vis des personnes à bord ou des tiers ». La navigabilité permet de garantir la conformité d’un aéronef par rapport aux directives du constructeur ou de l'autorité de navigabilité et de fait, englobe le domaine de la maintenance et de la logistique technique des aéronefs.
Les missions et les attributions de la DSAÉ en matière de navigabilité étatique sont fixées par le décret no 2013-366 du 29 avril 2013 et par l'arrêté du 3 mai 2013 relatif aux attributions de l'autorité de sécurité aéronautique d'État. Elles consistent principalement à :
- Réglementer le maintien de la navigabilité ;
- Tenir à jour le registre des immatriculations ;
- Certifier les aéronefs ;
- Agréer les organismes de gestion du maintien de la navigabilité ;
- Agréer les organismes d’entretien des appareils ;
- Agréer les organismes de formation des mécaniciens ;
- Délivrer les licences de mécaniciens ;
- Promouvoir une navigabilité étatique européenne.

### La circulation aérienne militaire
La DSAÉ assure le bon fonctionnement de la circulation aérienne militaire (CAM) définie à l'article D.131-4 du code de l'aviation civile : « La circulation aérienne militaire est constituée par l'ensemble des mouvements des aéronefs qui, pour des raisons d'ordre technique ou militaire, relèvent de la réglementation propre à ce type de circulation. En son sein, la circulation d'essais et réception est constituée par l'ensemble des mouvements des aéronefs en essais, en réception ou en vol à caractère technique qui, pour des raisons techniques et avec l'agrément du directeur du centre d'essais en vol, sont soumis à des procédures spécifiques fixées par ce dernier. »
La mission de la direction de la circulation aérienne militaire couvre six domaines :
- Réglementer la circulation aérienne militaire et fixer notamment les règles de l'air en la matière ;
- Réglementer, organiser et gérer l'espace aérien national en coopération avec la direction générale de l'aviation civile (DGAC) ;
- Surveiller les prestataires Défense rendant des services à la circulation aérienne générale et à la circulation aérienne militaire ;
- Homologuer les plateformes aéronautiques de la Défense ;
- Élaborer et diffuser l'information aéronautique ;
- Participer à la mise en œuvre du Ciel unique européen en vue de promouvoir la bonne prise en compte des aviations d’État.

### La formation des personnels navigants et l’exploitation des aéronefs
Chaque autorité d'emploi (AE) assume la pleine responsabilité de la formation de ses équipages et de l'exploitation de ses aéronefs. Les AE, dans ces deux domaines, bénéficient de la veille réglementaire, de l'expertise et du conseil de la DSAÉ via son Bureau formation des équipages et exploitation des aéronefs (BFEA).
Il couvre le domaine de la formation (théorique, pratique, initiale ou spécialisée) du personnel navigant (pilote, navigateur, mécanicien navigant et pilote à distance) et de l'exploitation des aéronefs (principalement l'exploitation technique). Ses principales missions sont :
- Assurer une veille réglementaire ;
- Conseiller les autorités d’emploi ;
- Développer des mesures d’harmonisation ;
- Bâtir des formations à la sécurité aéronautique ;
- Établir le programme de sécurité de l’aéronautique d’État (PSAÉ) ;
- Représenter et défendre les intérêts de l’aviation d’État dans les instances nationales et internationales, civiles et militaires.

## Héraldique
Écu français ancien d'azur à une cocarde d'aviation française brochée des armes de la défense nationale d'or ; surmontées d'un oiseau stylisé essorant du premier métal soutenant trois étoiles d'or aussi. En chef en lettres majuscules d'or posées en fasce « DSAÉ ».
L'insigne de la DSAÉ reprend la cocarde de l'aviation française pour symboliser l'aviation d'État dans sa globalité, qu'elle soit militaire ou civile (seules les douanes avaient un insigne ne s'inspirant pas de la cocarde). La cocarde est surplombée par le logotype de l'État-Major des armées, auquel la DSAÉ est directement rattachée. L'insigne comporte également le charognard de tradition de la Direction de la circulation aérienne militaire (DIRCAM), organisme désormais rattaché à la DSAÉ, et reprenant le bleu nuit de son insigne. Les trois étoiles symbolisent les trois ministères impliqués dans l'aéronautique d'État : le ministère des Armées, le ministère de l'Intérieur (Gendarmerie et Sécurité civile) et le ministère de l'Économie et des Finances (Douane). Elles représentent également les trois piliers de la DSAÉ : DIRCAM, DIRNAV et BFEA. L'insigne est un écu français rappelant celui de l'EMA.

## Liste des directeurs
Liste des généraux ayant pris le poste de directeur de la DSAÉ :
- 2010-2013 : Bruno Clermont[6] ;
- 2013-2016 : Hervé RameauC
- 2016-2018 : Éric Labourdette ;
- 2018-2019 : Laurent Aubigny ;
- 2019-2021 : Pierre Reutter[7] ;
- 2021-2023 : Stéphane Virem[8].
- 2023-en cours : Cyrille Duvivier[9].